# Dietes bicolor
Espèce
Dietes bicolor est une espèce de plante de la famille des Iridaceae.

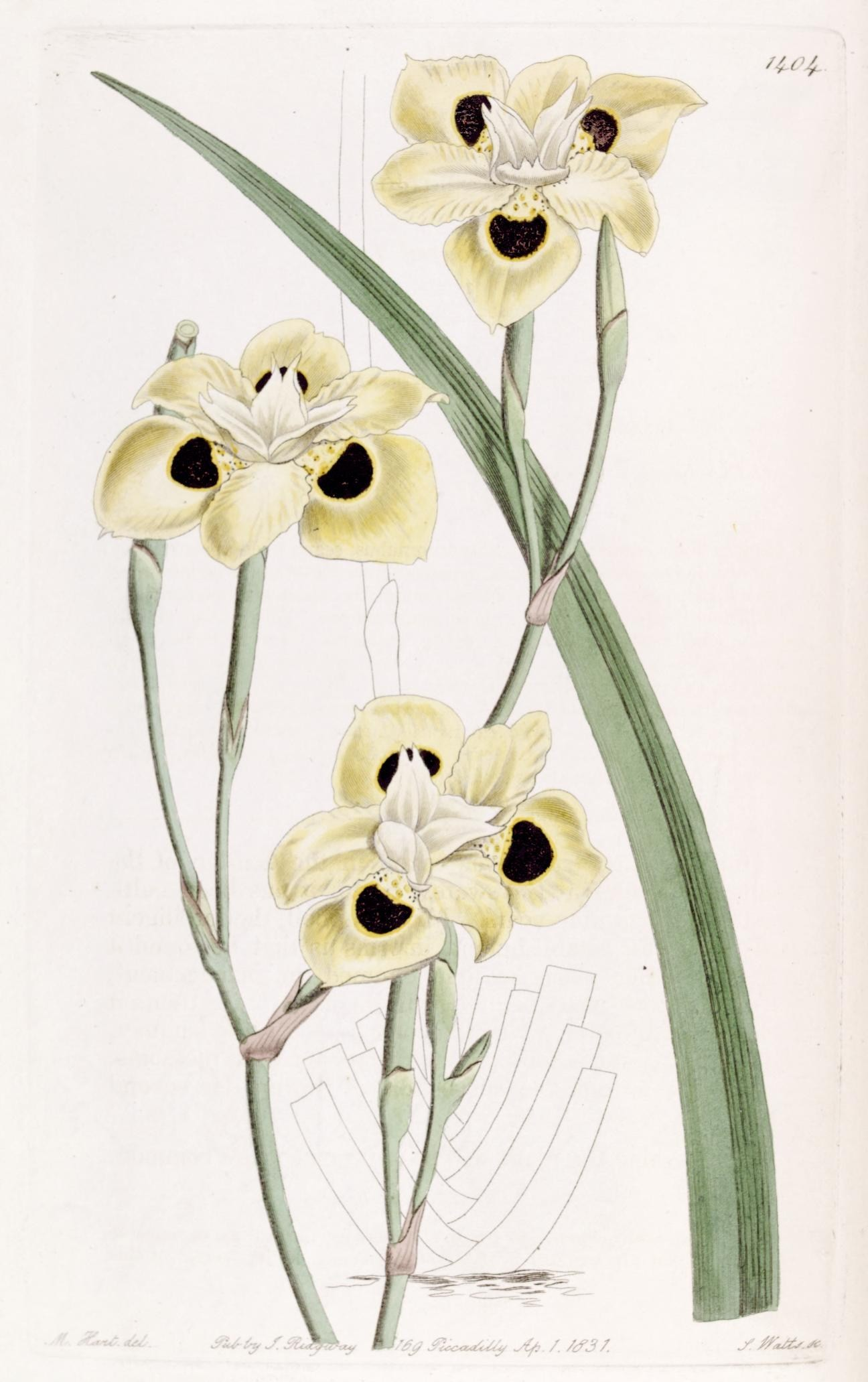
Pl. 1404 Edwards's botanical register.